# Montefeltro (Adelsgeschlecht)

Familienwappen

Die Montefeltro (Montis feretri) waren eine italienische Adelsfamilie mit Besitz in den Marken und der Romagna. Im 13. Jahrhundert traten sie als Herren, ab 1213 Grafen und ab 1443 Herzöge von Urbino auf.

## Geschichte

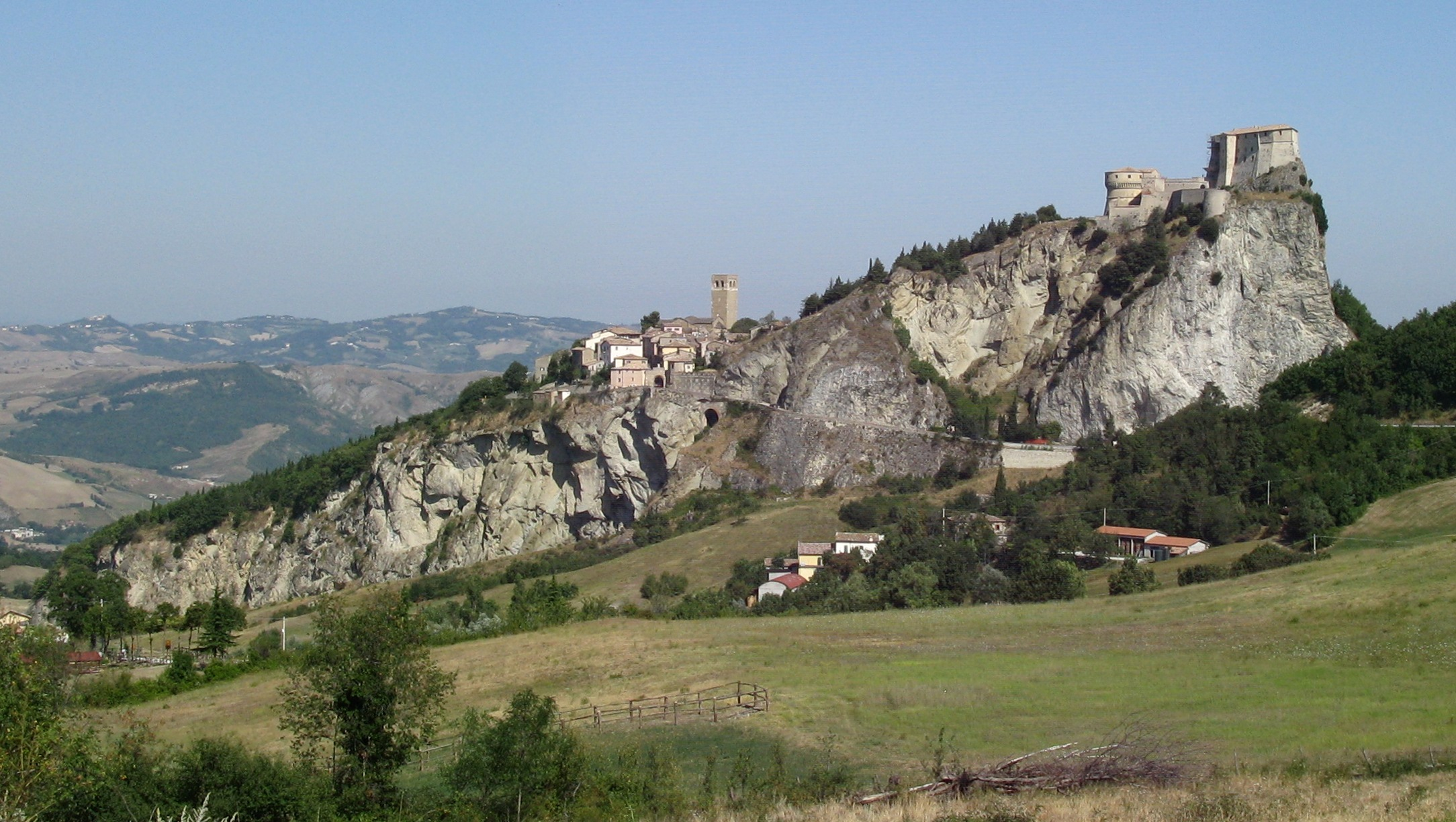
Stadt und Festung San Leo auf dem Mons feretri

Um 1140 erhielt Antonio († 1184?), Sohn des Oddantonio von Carpegna, in einer Erbteilung mit seinen Brüdern Guido und Galeazzo das Schloss Montecopiolo. Während die Brüder das 1238 erstmals im Grafenstand genannte Haus Carpegna fortführten, erwarb Antonio auch die Burg San Leo, deren Burgfelsen seit der Antike den Namen Mons Feretrius führte, nach dem die Region Montefeltro benannt ist.
1155 ernannte Kaiser Friedrich Barbarossa Antonio zum Reichsvikar für Urbino (als vom Kaiser beanspruchtes Territorium in Reichsitalien, wogegen allerdings die Päpste ihre ältere Lehnsherrschaft geltend machten); vermutlich führte er auch den Titel eines Herrn von Montefeltro. Sein Sohn Montefeltrano I. (ca. 1135 – 1202) wurde ebenfalls Reichsvikar und vermutlich zum Grafen von Montefeltro erhoben. 1213 wurden zwei seiner Söhne von Kaiser Friedrich II. mit der Grafschaft Urbino belehnt.
Auch die mit den Montefeltro konkurrierenden Malatesta gelten als abgespaltener Zweig der Grafen von Carpegna. In den Kämpfen zwischen Kaisertreuen und Papsttreuen (Ghibellinen gegen Guelfen) standen zunächst beide auf der Seite Kaiser Friedrichs II., nach dessen Niederlage bei Parma 1248 wechselte mit Malatesta da Verucchio die Hauptlinie der Malatesta, Herren von Rimini, jedoch auf die Seite der Guelfen, während Guido I. da Montefeltro, Graf von Urbino, zum Anführer der Ghibellinen in der Romagna wurde. Die verschiedenen Familienstämme (Montefeltro, Malatesta, Carpegna) konkurrierten lange Zeit um die Vorherrschaft in der Region. 1384 unterstellte sich auch die Stadt Gubbio, im Kampf mit ihrem Bischof, den Montefeltro. Das Haus Montefeltro stieg 1443 infolge Erhebung durch Papst Eugen IV. zu Herzögen von Urbino auf, im erweiterten Wappen führten sie sowohl den Reichsadler als auch die päpstlichen Petersschlüssel.
Die bekanntesten Mitglieder der Familie sind:
- Guido da Montefeltro († 1298?), Graf von Montefeltro, Anhänger Konradins und nach dessen Hinrichtung Anführer der Ghibellinen in der Romagna
- Federico da Montefeltro († 1482), Condottiere und Herzog von Urbino
- Guidobaldo I. da Montefeltro († 1508) dessen Sohn und letztes männliches Mitglied der Familie.

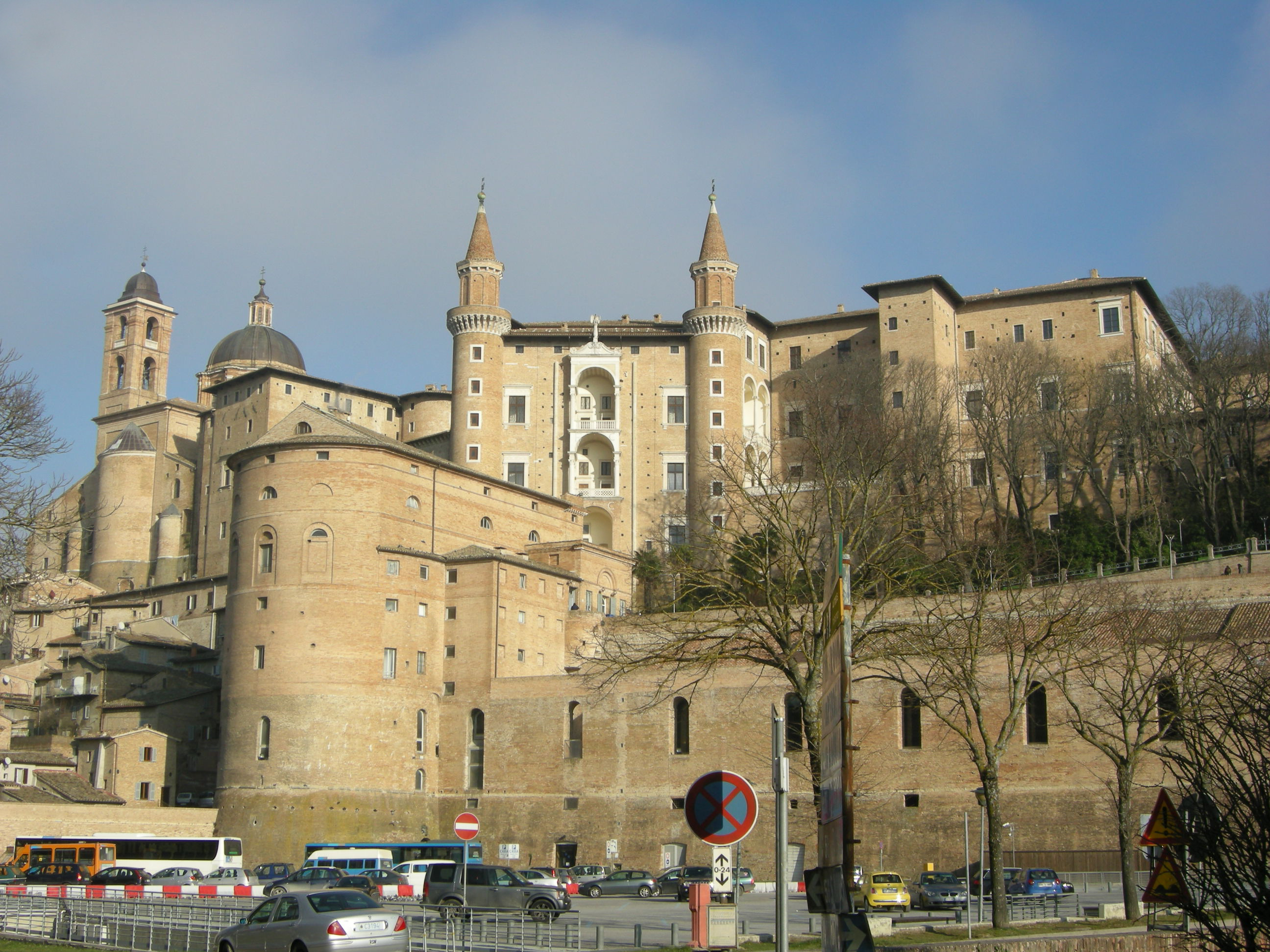
Palazzo Ducale (Urbino)

Die ersten neun Generationen (Antonio bis Guido Antonio) sind jeweils Vater und Sohn.
- Antonio da Montefeltro, Reichsvikar von Urbino 1155
- Sohn, genannt Montefeltrino
- Bonconte, Graf von Urbino um 1236
- Montefeltrano († 1255), Podestà von Urbino
- Guido († 1298?) Graf von Montefeltro
- Federico, Graf von Urbino 1298–1322, vertrieben
- Rolfo († 1359)
- Federico
- Antonio († 1404), Graf von Urbino, wieder eingesetzt 1375, bekommt Gubbio 1384

Wappen als Herzöge von Urbino (1443)

1. Wappen als Herzöge von Urbino (1443)Guido Antonio (Guidantonio) († 21. Februar 1443), folgt 1404
  1. Oddo Antonio (Oddantonio) (* 1426; † 22. Juli 1444), folgt 1443 päpstlicher Herzog von Urbino 26. April 1443 ⚭ 1444 Isotta d’Este (* 27. April 1425; † 1456) Tochter des Niccolò III. d’Este
  2. Agnes da Montefeltro († 1447) ⚭ Alessandro Gonzaga († 1466), Sohn des Gianfrancesco I. Gonzaga von Mantua
  3. Federico da Montefeltro († 1482), unehelicher Sohn Guido Antonios, folgt 1444
    1. Guidobaldo I. da Montefeltro († 11. April 1508), folgt 1482 ⚭ 1486 Elisabetta Gonzaga (1471–1526), Tochter von Federico I. Gonzaga von Mantua
    2. Giovanna da Montefeltro ⚭ Giovanni della Rovere
      1. Francesco Maria I. della Rovere († 1538), von Guidobaldo 1504 adoptiert, Herzog von Urbino 1508

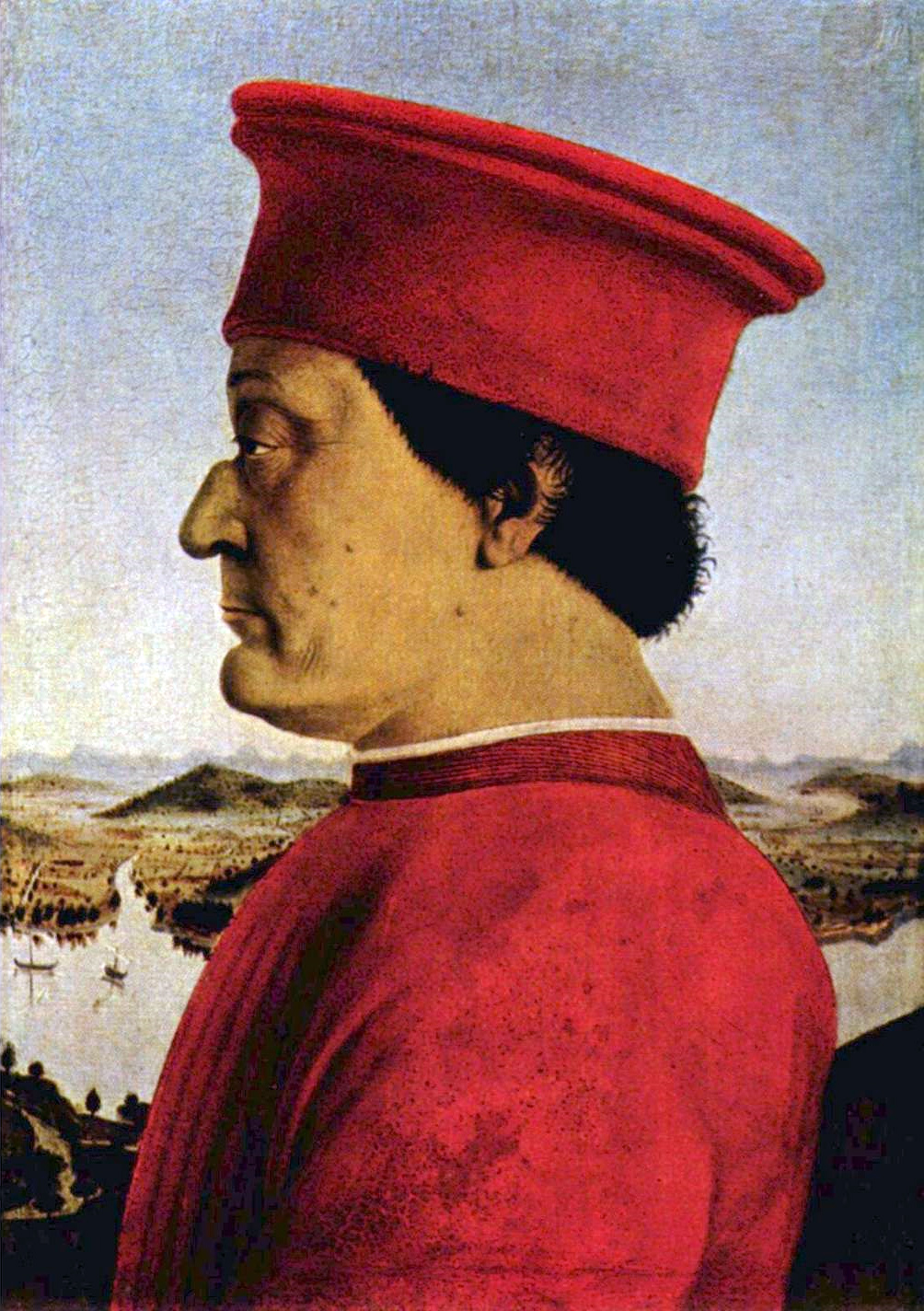
Federico da Montefeltro (1422–1482) (von Piero della Francesca)
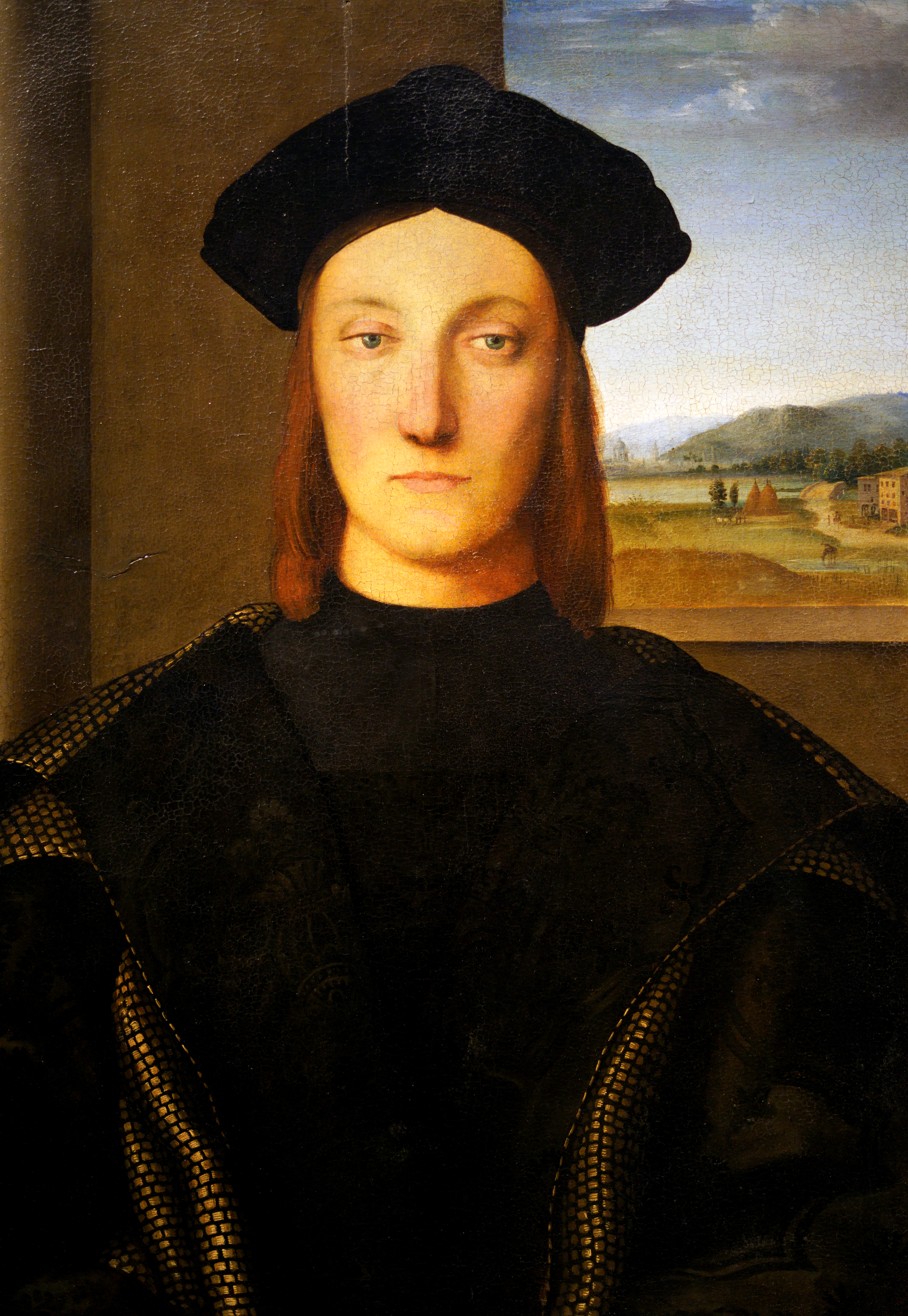
Guidobaldo I. da Montefeltro (1472–1508) (von Raffael)
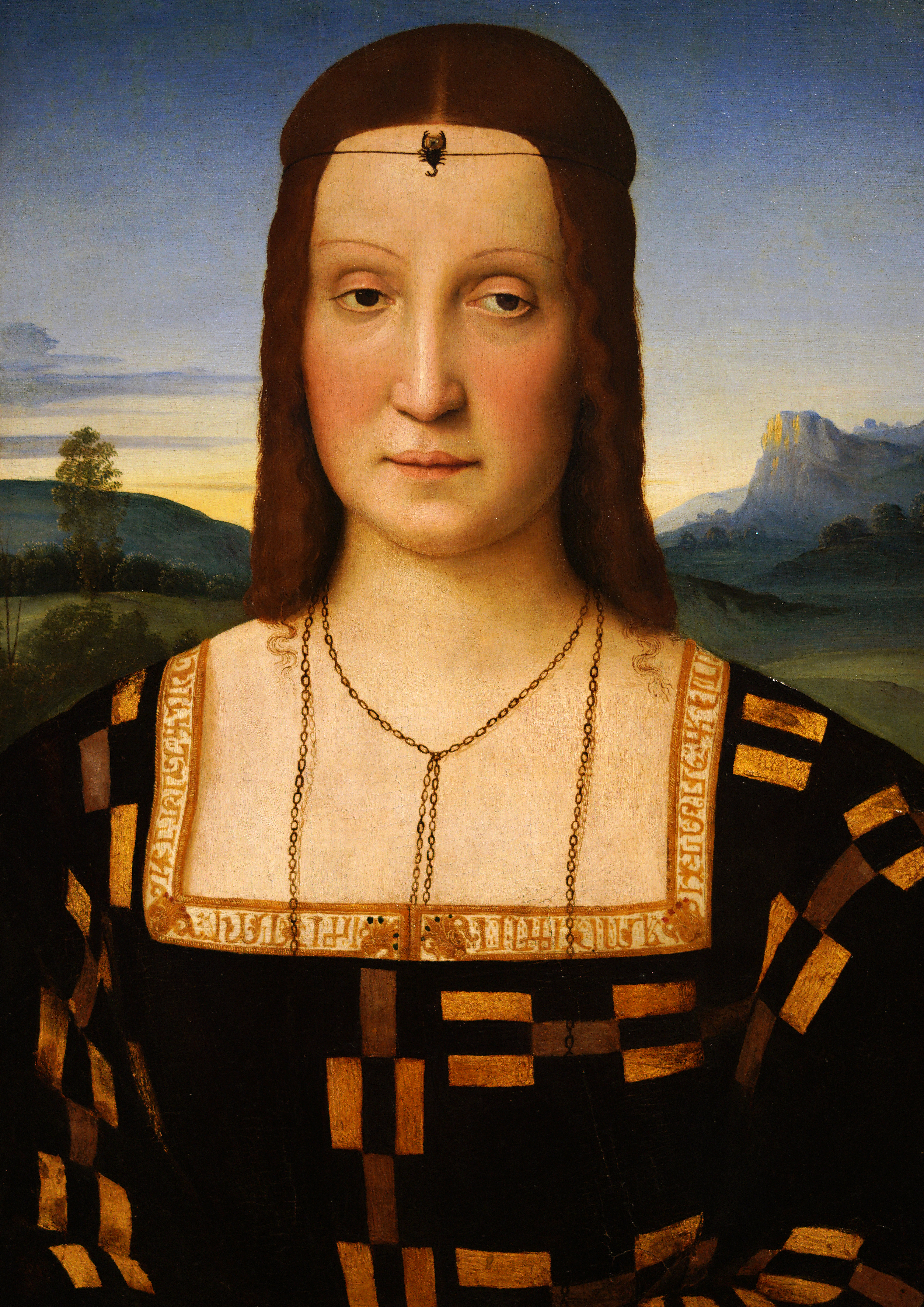
Elisabetta Gonzaga (1471–1526), Gemahlin Guidobaldos (von Raffael)
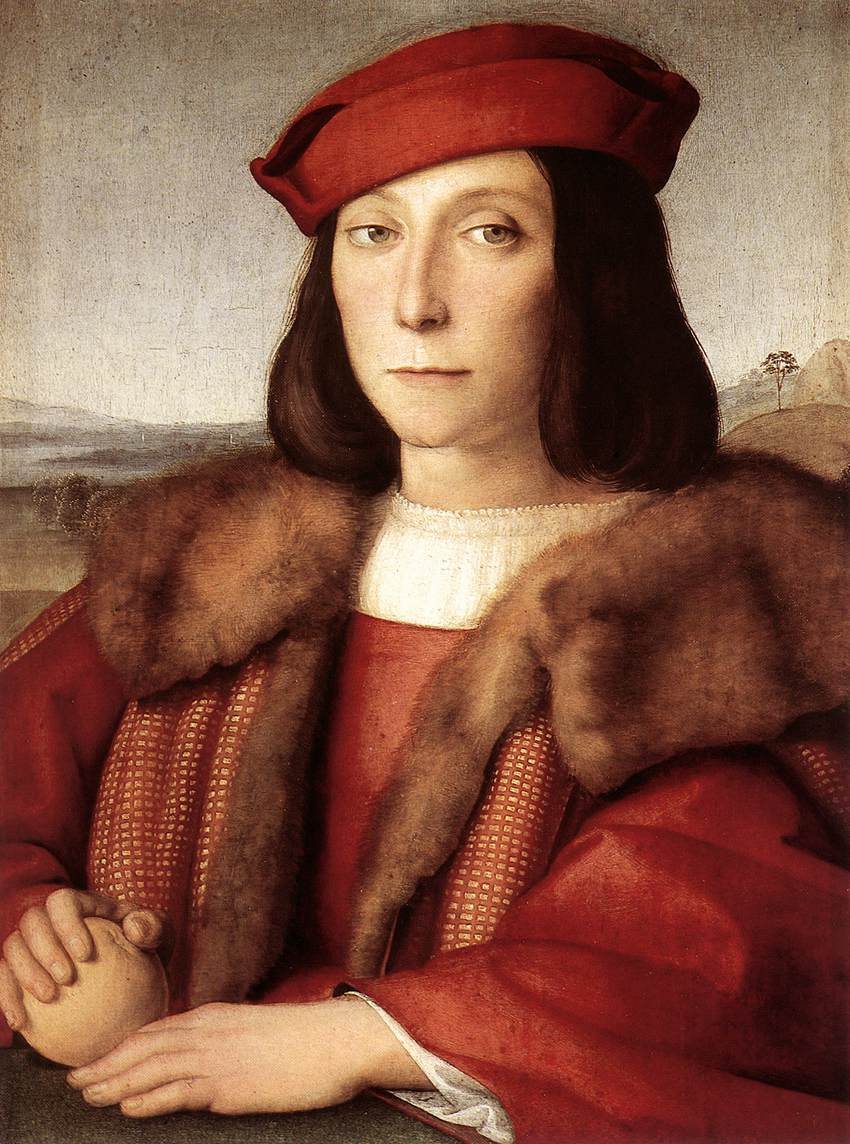
Francesco Maria I. della Rovere, Erbe der Montefeltros (von Raffael)

Das Haus Montefeltro  stieg mit Federico da Montefeltro 1443 zu Herzögen von Urbino auf, starb jedoch mit dessen Sohn Guidobaldo da Montefeltro aus. Das Herzogtum fiel 1508 an den Sohn seiner Schwester Giovanna, Francesco Maria I. della Rovere. Francesco Maria wurde durch Lorenzo di Piero de’ Medici aus Urbino vertrieben und konnte das Herzogtum erst nach dessen Tod 1521 zurückerobern. Die letzte aus der Familie della Rovere war Vittoria della Rovere, verheiratet mit Ferdinand II. de’ Medici, Großherzog der Toskana. Sie galt als Erbin des Herzogtums Urbino, doch nach dem Tod ihres Großvaters Francesco Maria II. 1631 fiel Urbino an den Kirchenstaat. Vittoria starb 1694 in Florenz und hinterließ die reiche Kunstsammlung ihrer Vorfahren, der Della Rovere wie auch der Montefeltro, den Uffizien. Nur Lucrezia della Rovere († 18. Februar 1652), Tochter des illegitimen Sohnes von Kardinal Giulio della Rovere (einem jüngeren Sohn von Francesco Maria I. della Rovere), setzte die Familienlinie fort. Durch ihre Heirat mit Marcantonio Lante, Herzog von Bomarzo, begründete sie die Familie Lante Montefeltro della Rovere, Duchi di Bomarzo die bis heute besteht und die Namen der beiden erloschenen Fürstenhäuser weiterführt.